# Tiếng Tat (Kavkaz)
Tiếng Tat hay Ba Tư Tat/Tati hay Tati là một ngôn ngữ Iran Tây Nam và biến thể của tiếng Ba Tư sử dụng bởi người Tat ở Azerbaijan và Nga. Theo Ethnologue, ngôn ngữ này có 18.000 người sử dụng ở Azerbaijan, 8.000 người ở Iran, và 2.300 người ở Nga cũng như một số người nói ở Israel và Hoa Kỳ. Hình thức viết của nó có liên quan đến ngôn ngữ Ba Tư Trung cổ. Ngoài ra còn có một ngôn ngữ Tây Bắc Iran được gọi là Judeo-Tat có nguồn gốc từ tiếng Tat được nói bởi người Do Thái ở Kavkaz. Tiếng Tati, cùng với tiếng Ossetia, tiếng Kurd, tiếng Talysh là một trong những ngôn ngữ thuộc ngữ chi Iran có cộng đồng sử dụng khá lớn tại Kavkaz. Vladimir Minorsky đề cập đến trong ấn bản đầu tiên của Bách khoa toàn thư Hồi giáo giống như hầu hết các phương ngữ Ba Tư, tiếng Tati không có đặc điểm quy chuẩn, và có vị trí trung gian giữa tiếng Ba Tư và phương ngữ Caspi hiện đại. Theo các nhà ngôn ngữ học, Từ điển bách khoa toàn thư của Nga năm 1901 ghi nhận số lượng người nói tiếng Tati năm 1901 là 135.000 người. Trong những năm 1930, Minorsky ước tính số lượng người nói tiếng Tati còn 90.000 người và sự sụt giảm này là kết quả của "Turk hóa" dần dần.
Tiếng Tat có nguy cơ biến mất, phân loại là "có nguy cơ nghiêm trọng" bởi Atlas of the World's Languages in Danger của UNESCO.